# Henri Frankfort
Henri 'Hans' Frankfort (Amsterdam, 24 februari 1897 – Londen, 16 juli 1954) was een Nederlands egyptoloog, archeoloog en oriëntalist. 

## Biografie
Frankfort studeerde geschiedenis aan de Universiteit van Amsterdam. Daarna verhuisde hij naar Londen, alwaar hij in 1924 ging studeren bij William Flinders Petrie aan het University College London. Hij behaalde zijn MA-graad met de thesis "Studies in early pottery of the Near East, Vol. I: Mesopotamia, Syria and Egypt, and their earliest interrelations". In 1927 promoveerde hij aan de Universiteit  Leiden op het proefschrift "Asia, Europe and the Aegean, and their earliest interrelations", een vervolg op zijn MA-thesis.

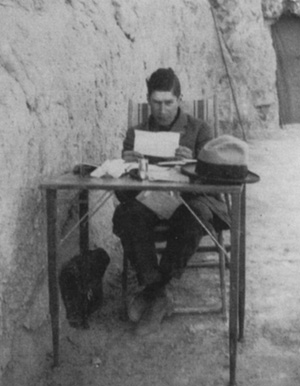
Frankfort in de jaren '30

Tussen 1925 en 1929 was Frankfort voor de Egypt Exploration Society (EES) opgravingsleider in Amarna, Abydos en Armant. In 1929 werd hij gevraagd door Henry Breasted om veldleider te worden van de archeologische expeditie van het Oriental Institute van Chicago in Irak. Vanaf 1932 was hij Research Professor of Oriental Archaeology aan het Oriental Institute; hij bleef als hoogleraar verbonden aan dit instituut van 1938 tot 1949.
In 1939 publiceerde Frankfort Cylinder Seals: A Documentary Essay on The Art and Religion of the Ancient Near East, dat gezien wordt als een van zijn meest invloedrijke werken. In samenwerking met zijn vrouw Henriette Groenewegen-Frankfort, de egyptoloog John A. Wilson en de assyrioloog Thorkild Jacobsen publiceerde hij in 1946 The Intellectual Adventure of Ancient Man, dat handelde over de aard van mythes en realiteit. In 1948 publiceerde Frankfort Kingship and the Gods. Van 1949 tot 1955 was hij directeur van het Warburg Institute in Londen.
Samen met E.A. Wallis Budge kwam Frankfort met de revolutionaire theorie dat de wortels van de Egyptische beschaving wellicht in Afrika gezocht moesten worden, in plaats van in Azië. Hij schreef 15 boeken en 73 artikelen over het Oude Egypte, archeologie en culturele antropologie.